# Leila Pahlavi
Prinses Leila Pahlavi (Perzisch: لیلا پهلوی) (Teheran, 27 maart 1970 - Londen, 10 juni 2001) was de jongste dochter van sjah Mohammed Reza Pahlavi en diens derde echtgenote Farah.
Haar vader overleed in 1980 in Egypte aan non-hodgkin en daarna verhuisde de familie naar de Verenigde Staten. 

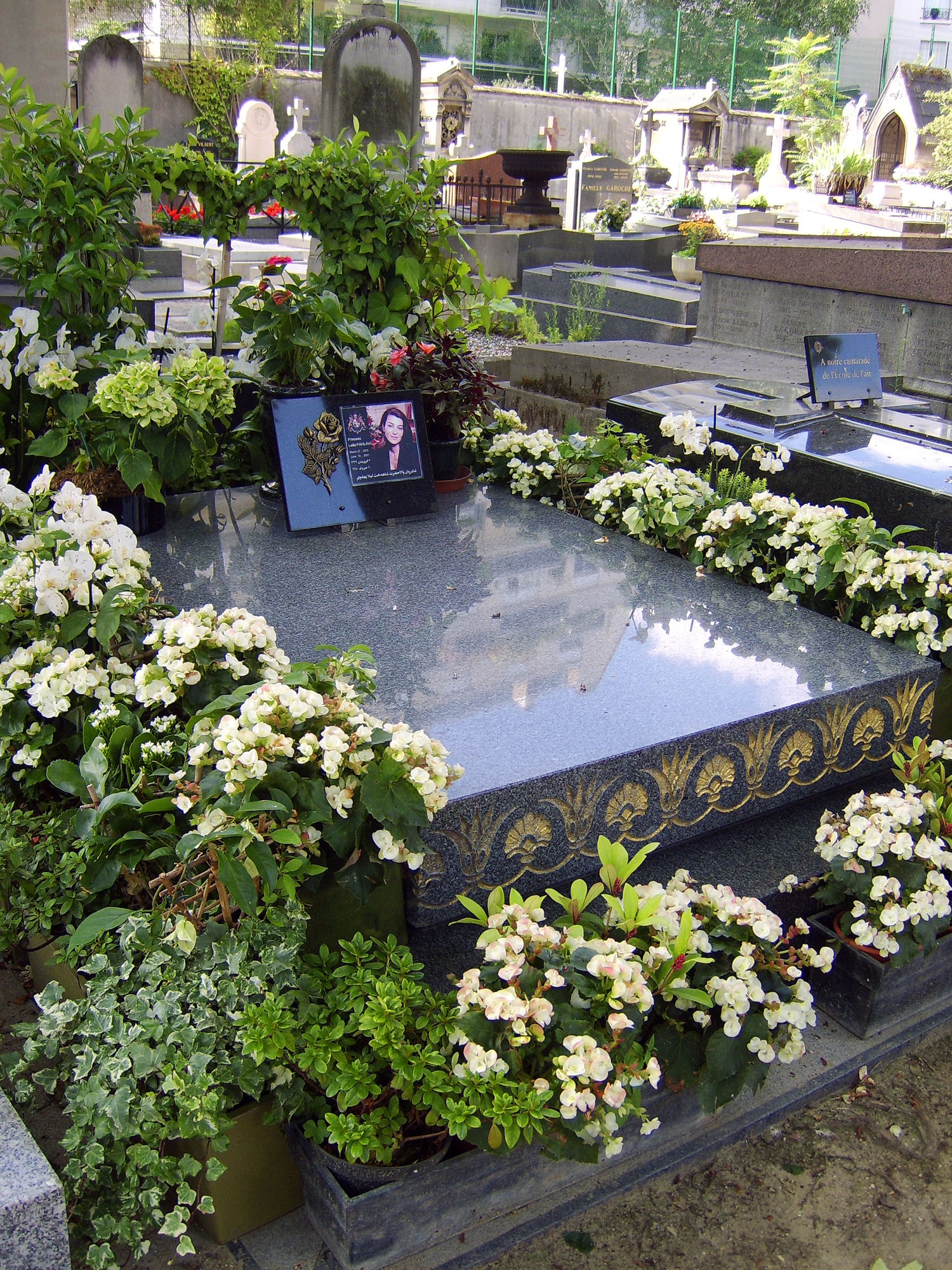
Gravures van Leila Pahlavi in Cimetière de Passy, Parijs, Frankrijk

Leila was ooit model voor Valentino en leed later aan anorexia nervosa, een laag zelfbeeld en een zware depressie. Ze werd vaak behandeld in klinieken in de Verenigde Staten en Groot-Brittannië.
Op 10 juni 2001 overleed zij aan een overdosis barbituraten.
Ze werd begraven op het Cimetière de Passy in Parijs naast haar grootmoeder van moeders zijde, Farideh Ghotbi Diba.